# Laetmatophilus tridens
Laetmatophilus tridens is een vlokreeftensoort uit de familie van de Podoceridae. De wetenschappelijke naam van de soort is voor het eerst geldig gepubliceerd in 1916 door Barnard.